# Alex Ozerov
Alex Ozerov (Tula, 3 agosto 1992) è un attore russo naturalizzato canadese.

## Biografia

### Primi anni
Ozerov è nato a Tula, Russia il 3 agosto 1992. Da bambino ha vissuto a Garbolovo, una città militare fuori San Pietroburgo poiché suo padre era un paracadutista dell'esercito. I suoi genitori si separarono quando Alex aveva sei anni e lui si divideva vivendo con la madre in Inghilterra e il padre in Ucraina. 
All'età di tredici anni si è trasferito Kitchener in Canada quando sua madre iniziò una relazione con un uomo che viveva in Canada. In seguito si stabilirono a Toronto.

### Carriera
Dopo aver recitato in alcuni piccoli ruoli in televisione, venne scelto nel 2012 per il suo primo ruolo importante nel film del 2012 Blackbird. Da allora è apparso nei film Guidance, What We Have, Coconut Hero, e Natasha e nelle serie televisive Bitten, Freakish, The Americans, Orphan Black, Cardinal ed Another Life.

## Vita privata
Nel 2021 ha sposato Sydney Meyer, sua co-protagonista nella serie Slasher: Flesh and Blood.

## Filmografia

### Cinema
- Flammable, regia di Samuel Plante - cortometraggio (2012)
- Blackbird, regia di Jason Buxton (2012)
- Molly Maxwell, regia di Sara St. Onge (2013)
- Suburban Goth, regia di Virginia Abramovich - cortometraggio (2013)
- Hierarchy, regia di Samuel Plante - cortometraggio (2013)
- Guidance, regia di Pat Mills (2014)
- What We Have, regia di Maxime Desmons (2014)
- Rite of Spring, regia di Glen Wood - cortometraggio (2014)
- Coconut Hero, regia di Florian Cossen (2015)
- The Dark Stranger, regia di Chris Trebilcock (2015)
- A Christmas Horror Story, regia di Grant Harvey, Steven Hoban, Brett Sullivan (2015)
- The Rarebit Fiend, regia di Jeffrey St. Jules - cortometraggio (2015)
- From Henry Brown to God, regia di Alireza Shojaei - cortometraggio (2015)
- Natasha, regia di David Bezmozgis (2015)
- Pyotr495, regia di Blake Mawson - cortometraggio (2016)
- La storia dell'amore (The History of Love), regia di Radu Mihaileanu (2016)
- Enfant Terrible, regia di Ricky Tollman - cortometraggio (2016)
- Boys On Film 16: Possession, regia di vari registi (2017)
- The Gift Giver, regia di Denis Theriault - cortometraggio (2017)

### Televisione
- Salem Falls, regia di Bradley Walsh – film TV (2011)
- What's Up Warthogs! – serie TV, 1 episodio (2012)
- Transporter: The Series – serie TV, 2 episodi (2012)
- Perfect Storms: Disasters That Changed the World – serie TV documentaristica, 1 episodio (2013)
- Rookie Blue – serie TV, 1 episodio (2013)
- Cracked – serie TV, 1 episodio (2013)
- Bitten – serie TV, 9 episodi (2016)
- Freakish – serie TV, 3 episodi (2016)
- Save Me – serie TV, 1 episodio (2017)
- The Americans – serie TV, 7 episodi (2016-2017)
- Orphan Black – serie TV, 4 episodi (2014-2017)
- Blindspot – serie TV, 1 episodio (2017)
- The Machine, regia di Caradog W. James – film TV (2017)
- Cardinal – serie TV, 6 episodi (2019)
- Frankenstein's Monster's Monster, Frankenstein, regia di Daniel Gray Longino – film TV (2019)
- Slasher – serie TV, 8 episodi (2021)
- Another Life – serie TV, 11 episodi (2019-2021)

## Doppiatori italiani
Nelle versioni in italiano delle opere in cui ha recitato, Alex Ozerov è stato doppiato da:
- Alex Polidori ne La storia dell'amore
- Manuel Meli in Blindspot
- Shade in Cardinal
- Alessio Puccio in Another Life
- Mirko Cannella in Transplant

## Riconoscimenti
- 2019 – Canadian Screen Awards
  - Best Lead Performance, Web Program or Series per Pyotr495

- 2019 – Kingston Reelout Film Festival
  - Nomination Best Performance in a Short Film per Pyotr495